# Фрегаты типа FREMM
Фрегаты типа FREMM (фр. Frégate multi-mission, итал. Fregata multi-missione, рус. многоцелевые фрегаты) — многоцелевые фрегаты, предназначенные для противолодочной и противовоздушной обороны, уничтожения надводных кораблей и нанесения ударов по наземным объектам противника.
Первоначальные планы ВМС Франции включали приобретение 13 фрегатов этого типа, ВМС Италии — 10.
Подрядчики — французская компания Armaris (подразделение DCNS, ранее — совместное предприятие DCNS и Thales) и итальянская Orizzonte Sistemi Navali (совместное предприятие кораблестроительной компании «Финкантьери» и аэрокосмической фирмы Finmeccanica). В проекте участвуют компании, ранее занимавшиеся разработкой и постройкой франко-итальянских фрегатов типа «Горизонт».
Кроме того, по одному кораблю данного типа приобретены для ВМС Марокко (в противолодочном варианте) и ВМС Египта.

## История проекта
В конце 1990-х годов во флотах Франции и Италии возникла потребность по обновлению ядра эскортных сил из-за морального устаревания находящихся на вооружении кораблей. Франция планировала заменить эсминцы ПЛО типов «Турвиль» (программа FASM-67), «Жорж Леги» (программа FASM-70) и авизо типа «Д`Эстен Д`Орве». Для Италии речь шла о замене четырёх фрегатов типа «Лупо» и восьми типа «Маэстрале», построенных в период между 1977 и 1985 годами. В это время Франция, Италия и какое-то время Великобритания участвовали в проекте по созданию единого фрегата нового поколения (Common New Generation Frigate — CNGF) — программа «Горизонт». Несмотря на выход из проекта Великобритании, сотрудничество Франции и Италии в рамках этой программы было признано успешным. Но фрегаты по программе «Горизонт», обладая расширенными возможностями ПВО, были слишком дорогими. В результате было принято решение о разработке нового типа фрегатов. Новый фрегат должен был стать более дешёвым и многочисленным.
Предварительные исследования в рамках программы по созданию фрегата следующего поколения были начаты Францией самостоятельно на рубеже нового тысячелетия. Подобные проработки самостоятельно начала и Италия. Несомненно под влиянием прогресса с предыдущим проектом «Горизонт», было решено объединить усилия, что привело к подписанию соглашения о сотрудничестве между двумя странами-партнерами в ноябре 2002 года. ВМС Италии подписали соглашение о сотрудничестве и сформировали собственные эксплуатационные требования для нового фрегата в январе 2003 года. Это позволило подписать рамочное соглашение в июне 2003 и начать совместные проектные работы. На этом этапе предполагалось строительство 17 фрегатов для Франции и 10 для Италии по оптимистичной цене в 250 млн евро. Начало поставки новых кораблей было запланировано на столь же нереальный срок — 2008 год.
Программа получила название FREMM, сокращенно от французского Fregates Europeennes Multi-Missions — фрегат европейский многоцелевой. Предусматривалась постройка новых многоцелевых фрегатов основанных на общем корпусе, но с постройкой в версиях для противолодочной обороны (ПЛО) и многоцелевого с расширенными возможностями нанесения ударов по наземным целям. Концепция FREMM была привлекательна для обоих флотов благодаря возможности модифицировать разработанный общий дизайн под различные цели посредством ограниченных изменений в оборудовании. Общий контроль над программой — проектированием и заключением контрактов на постройку, был возложен на Европейскую организацию по совместной кооперации при производстве вооружений — OCCAR (фр. Organisation Conjointe de Coopération en matière d'ARmement). Генеральные подрядчики остались такими же, как в программе «Горизонт». С французской стороны это была компания Aramis — совместное предприятие судостроительной группы DCN и группы Thales. В результате реструктуризации в 2007, предприятие стало частью группы компании DCNS, в которой Thales получила 25 % акций, затем доведя в 2013 свою долю до 35 %. С итальянской стороны применялась аналогичная схема — генеральным подрядчиком была Orizzonte Sistemi Navali (OSN), совместное предприятие итальянских судостроительной Fincantieri и машиностроительной группы Finmeccanica (с 2017 после ребрендинга имеет название Leonardo) .
С самого начала партнеры столкнулись с серьёзными проблемами проектирования. Так как пришлось согласовывать французские предпочтения в создании относительного дешёвого и просто оснащенного корабля и итальянскими требованиями корабля с большими боевыми возможностями. Конкуренция между оборонной промышленностью двух стран также была дополнительным осложняющим фактором. Достигнутый в конечном счете компромисс привел к принятию общей формы корпуса и в целом сходной архитектуры силовой установки и нескольких общих комплектов оборудования. При этом были приняты различные решения в отношении надстройки, вооружения, систем управления и электронных систем. Поэтому если две пары фрегатов программы «Горизонт» имеют сходный облик, то национальные варианты фрегатов FREMM имеют различия как по внешнему виду, так и по составу оборудования, систем управления и вооружения.
Сложный процесс согласования этих конструктивных компромиссов привел к тому, что до заключения контрактов на строительство прошло гораздо больше времени, чем планировалось изначально. Задержка усугублялась и тем, что в результате сокращения расходов на оборону после окончания Холодной войны и Франция и Италия испытывали трудности в выделении фондов на столь дорогостоящую программу. Какое-то время Франция рассматривала механизмы лизинга или отсрочки платежа, чтобы снизить свою долю расходов, а финансовые трудности Италии угрожали её выходом из совместной программы.
В результате только в октябре 2005 на 24-м двухстороннем саммите между правительствами Франции и Италии была подписана декларация о намерениях, что открыло путь к подписанию контрактов. 16 ноября 2005 года через OCCAR был заключен контракт на проектирование и разработку новых кораблей. Однако если Франция в это время смогла сразу заключить контракты на строительство первой серии из восьми кораблей, то Италии пришлось продолжить дальнейшие политические дискуссии для подтверждения финансирования итальянской программы строительства. Заказы на первую партию из двух итальянских кораблей были размещены только 9 мая 2006 года. Фонды, выделенные на проектирование, строительство и техническое обеспечение этих двух кораблей, составили 2 миллиарда € в течение 15 лет. Общая программа строительства 10 кораблей для Италии оценивалась в 5 миллиардов €.

## Строительство и изменения в программе

### Франция
Первоначально предполагалось что из первых восьми французских фрегатов шесть будут построены в противолодочной и две в версии для ударов по наземным целям. Заказ на последующие два фрегата в версии ПЛО и семи в ударном варианте должен был размещен позже двумя партиями, что дало бы Франции планировавшиеся 17 единиц. Однако в результате политики экономии военного бюджета программа строительства французского флота была сокращена, что нашло свое отражение в Белой книге по обороне и национальной безопасности 2008 года. К 2025 году предполагалось иметь 18 фрегатов первого ранга. Это приводило к сокращению строительства новых кораблей. Программа строительства фрегатов «Горизонт» прекращалась после производства всего двух фрегатов для французского флота, программа FREMM также была пересмотрена.
Было принято решение сократить программу FREMM до 11 кораблей. Из них 9 должны были быть построены в версии ПЛО, а два последних в новой версии ПВО, призванной заменить непостроенную пару фрегатов типа «Горизонт». Это привело к тому, что вся первая партия из восьми кораблей должна была быть построена по спецификации ПЛО. А последующий заказ, размещенный в октябре 2009 года, включал оставшийся фрегат ПЛО и два новых фрегата ПВО.
В Белой книге 2013 года количество фрегатов первого ранга сокращалось до 15. Это снова сказалось на фрегатах программы FREMM. В 2015 году было принято решение сократить программу их постройки до 8 единиц. Для получения 15 фрегатов к 2035 году в дополнение к фрегатам «Горизонт» планируется построить пять новых средних фрегатов FTI (Frégates de taille intermédiaire). Из восьми FREMM первых шесть остаются в версии ПЛО, а седьмой и восьмой корпуса будут построены по спецификации ПВО (FREDA) (фр. Frégates de défense aériennes, рус. фрегат противовоздушной обороны), заменив во французском флоте эсминцы ПВО типа «Кассар».
Подробностей по варианту FREDA немного. Судя по заявлениям DCNS, по сравнению с вариантом ПЛО изменения будут минимальны и связаны с использованием более дальнобойных зенитных ракет Астер-30. Крылатые ракеты SCALP Naval устанавливаться не будут. Вместо них и ПУ Sylver-A43 будут установлены 4х8 ПУ Sylver-A50, с возможностью запуска из них ракет Астер-15 и Астер-30. Радар Herakles будет модифицирован, но сохранит прежнее название. БИУС SETIS получит три новые консоли и расширенные возможности ПВО. Будут улучшены системы связи и электронно-оптической разведки. Остальные системы должны остаться как на варианте ПЛО.
Строительство французских фрегатов сосредоточено на верфи DCNS в Лорьяне в Бретани. Здесь происходит сборка практически всех крупных надводных кораблей французского флота. Для участия в программе FREMM верфь в Лорьяне была модернизирована и способна строить корабли размерами фрегатов FREMM каждые семь месяцев. Узким местом являлся крытый судостроительный док, расположенный на восточной банке реки Скорф. Здесь происходил основной процесс сборки. В среднем ожидалось, что французский Marine Nationales будет получать один фрегат в десять месяцев, поэтому верфь имела возможность дополнительно работать по экспортным контрактам.
Постройка «Аквитании» началась в начале 2007 года. Использовались современные технологии секционной сборки. Изготовление и оснащение секций корабля происходило на производственной линии. Затем секции перемещались в сторону крытого дока, где готовые блоки собирались вместе. Для «Аквитании» была характерна низкая степень насыщенности блоков оборудованием. Уровень оснащенности блоков последующих кораблей серии был более высоким, что уменьшило период их достройки. Модульный характер сборки позволял выдавать заказы на производство блоков другим верфями группы DCNS для распределения рабочей нагрузки. Например большое количество секций второго и третьего французского фрегата были распределены между арсеналами Шербура и Бреста. Верфь в Бресте собирала секции в готовые блоки и затем они отправлялись в Лорьян на финальную сборку.
Строительство «Аквитании» после первой резки стали шло ускоренными темпами. Силовая установка была установлена в июне 2008, а сборка корпуса завершена к концу октября 2009. После всплытия в доке 29 апреля 2009 последовала официальная церемония 4 мая в присутствии более 1200 гостей. На церемонии присутствовал и президент Франции Николя Саркози, что показало важность этого мероприятия. Своевременное завершение окончательных работ по оснащению позволило начать первый этап ходовых испытаний менее чем через год, 18 апреля 2011. К концу года также был спущен на воду «Mohammed VS» для Марокко и ещё три корпуса находилось в различной степени готовности.

### Италия
Подписание контракта с консорциумом OSN в мае 2006 позволило приступить к детальному проектированию. OSN выступало в качестве генерального конструктора и генерального подрядчика для Итальянских фрегатов FREMM. Это было возможно благодаря компетенциям дочерней компании Finmeccanica — Selex ES в таких областях как системы радиолокации, связи и боевые управляющие системы и кораблестроительного подразделения «Финкантьери» по управлению производством и строительством.
При работах по строительству кораблей для ВМФ фирма «Финкантьери» использует организацию работ, которую сама фирма называет «интегрированной верфью». Используются две производственные площадки в Рива Тригосо (Riva Trigoso недалеко от Генуи) и Муджиано (Muggiano, Специя) на побережье Лигурийского моря. Верфь в Рива Тригосо является более крупным подразделением и используется для изготовления и сборки крупных боевых кораблей, изготовления их силовых установок и других механических компонентов. Производственная площадка включает в себя склады, мастерские, сборочный причал 174×60 м, способный одновременно вести постройку двух фрегатов. Муджиано с более чем 1,2 км оборудованных пирсов занимается в основном достройкой на плаву кораблей, собранных в Рива Тригосо. К площадке приписан плавучий док, который используется при разгрузке доставленных на барже из Рива Тригосо фрегатов. Общее количество занятых на обеих верфях рабочих — 1300 человек, а также 1700 субподрядчиков. Они примерно поровну распределены между двумя площадками.
Строительство головного итальянского FREMM «Карло Бергамини» (Carlo Bergamini) началось в Рива Тригосо 4 февраля 2008 года, когда была проведена церемония первой резки стали. Впоследствии 16 июля 2011 года состоялась церемония спуска, когда корабль был перемещен на баржу для транспортировки в Муджиано для окончательного оснащения. На фрегате к этому времени было завершена установка ключевого оборудования, включая боевые управляющие системы. Через три месяца, после быстрого завершения достройки в Муджиано, «Карло Бергамини» 6 октября 2011 приступил к обширной серии ходовых испытаний. На испытаниях была выявлена необходимость увеличения площади полетной палубы, что было сделано путем 3,7 м вставки на корпус в начале 2013 года. OCCAR передала фрегат итальянскому флоту 29 мая 2013, на три месяца раньше расписания. Утверждается что пятилетний срок постройки был — самый короткий срок постройки итальянского крупного боевого корабля со времен второй мировой войны.
Постройка «Вирджинио Фасана» (Virginio Fasan) последовала так скоро, что некоторые этапы испытаний корабли проходили совместно. Строительство было начато в мае 2009, церемония спуска проведена 31 марта 2012 и испытания были начаты в июле 2012. После завершения расширения корпуса и других необходимых модификаций по примеру «Карло Бергамини», второй FREMM был принят Marina Militare 19 декабря 2013.
К этому времени серийное производство фрегатов FREMM уже шло полным ходом. В январе 2008 года был заключен контракт на постройку ещё четырёх фрегатов — три ПЛО и один многоцелевой. Учитывая ухудшение экономической ситуации в Европе появились слухи о прекращении строительства после постройки шести единиц, но заказ на ещё два многоцелевых корабля был утвержден в сентябре 2013. Решение по оставшейся паре было принято 15 апреля 2015 года. OCCAR уведомила Orizzonte Sistemi Navali о реализации опциона на 9 и 10 корабль серии.

## Конструкция французских фрегатов типа «Аквитания»

### Особенности конструкции

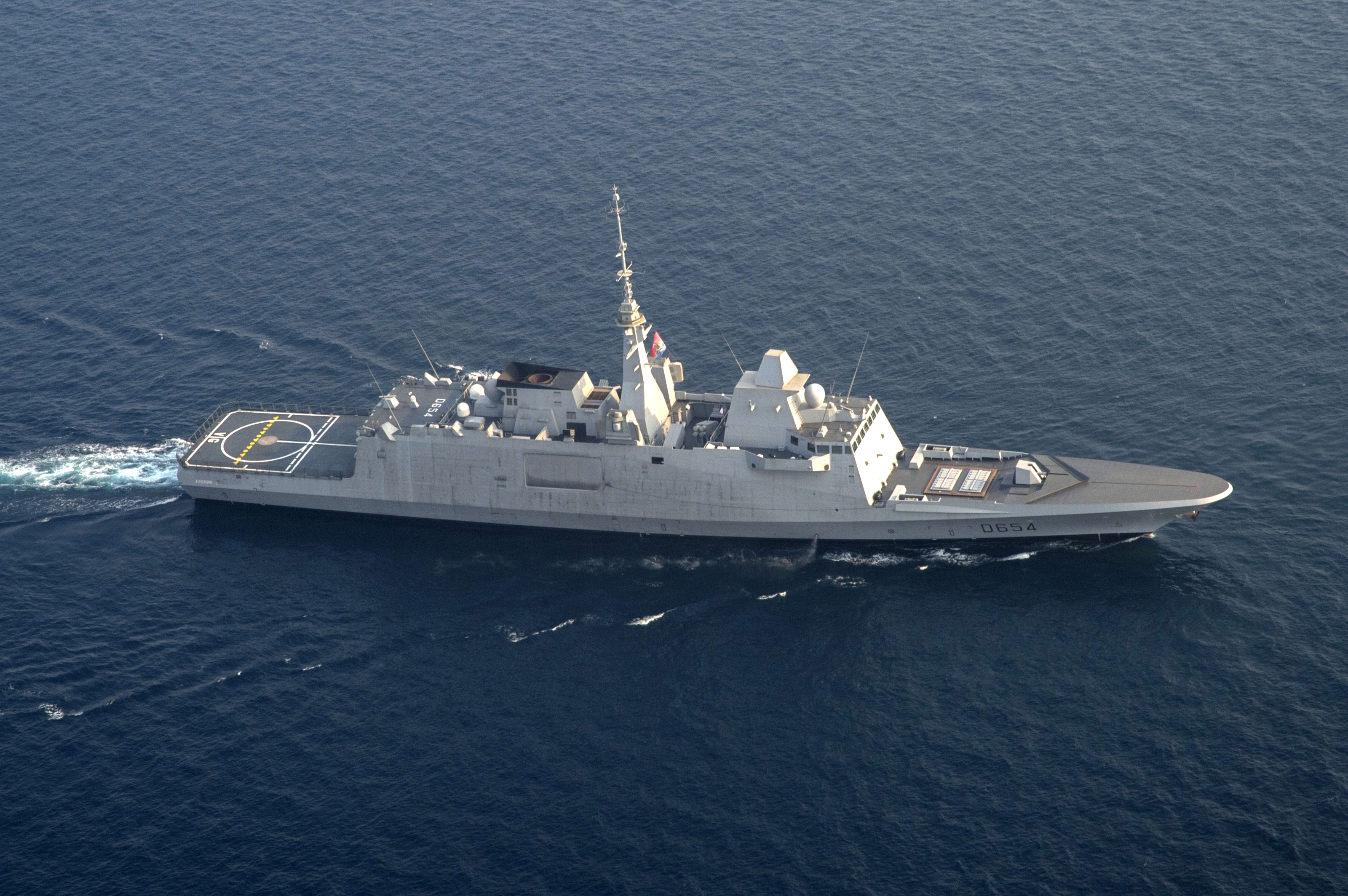
Auvergne (D654) в Персидском заливе, 19 сентября 2017 года

Задача защиты подводных стратегических ракетоносцев французского Force Oceanique Strategique явилась ключевой для нового класса фрегатов ПЛО. А DCNS имеет уникальный опыт в области противолодочных технологий, уникальный тем, что предприятия группы вовлечены в разработку и строительство атомных и дизель-электрических подводных лодок для французского флота.
Несмотря на противолодочную оптимизацию, по сути, французские фрегаты «Аквитания» являются многоцелевыми надводными кораблями и способны выполнять множество ролей в соответствии с концепцией FREMM. При полном водоизмещении около 6000 т обе французских версии будут построены с общей конструкцией корпуса, двигательной установки и общей компоновкой. Каждый из них будет оснащен набором вооружения против воздушных, надводных и подводных целей, управляемых общей боевой информационно-управляющей системой (БИУС) SETIS фирмы DCNS. В качестве оружия обе версии используют зенитные ракеты (ЗУР) «Астер», противокорабельные ракеты (ПКР) «Экзосет», противолодочные торпеды и вертолет. Таким образом различия между версией ПЛО и ПВО (FREDA — fregate de defense aerienne, в дословном переводе фрегат противовоздушной обороны) в значительной степени будут различаться деталями в системах вооружения в специфичной для них сфере применения.
Общий дизайн французского варианта FREMM в значительной степени основан на опыте DCNS по строительству кораблей для внутреннего и экспортного рынка с середины 1990-х годов. На общую компоновку, в особенности акцент на мерах по снижению радиолокационной заметности, оказала сильное влияние конструкция пяти легких фрегатов типа «Лафайет», которые были введены в эксплуатацию с 1996 по 2001 годы и породили несколько экспортных типов. Особенно сильное семейное сходство прослеживается с разработанными для Сингапура фрегатами типа «Формидэбл», созданных на базе «Лафайета». Как и «Аквитания», они оснащены пирамидальным радаром Herakles.
Также сильное влияние оказала конструкция фрегатов ПВО программы «Горизонт», которые ознаменовали начало франко-итальянского сотрудничества по строительству боевых кораблей. Влияние фрегатов «Горизонт» больше видно в итальянских FREMM, так как оба оснащены многофункциональным радаром EMPAR.
По сообщениям, эффективная поверхность рассеивания в радиолокационном диапазоне у «Аквитании» снижена по сравнению с меньшими по размерам «стелс»-фрегатами типа «Лафайет». Вертикальные поверхности корпуса и надстроек сделаны наклонными, все основные рабочие палубы и зоны обслуживания лодок закрыты, ракетные установки, насколько это возможно, интегрированы в конструкцию корабля, широко использованы радиопоглощающие материалы и краски. Даже бортовые излучатели системы постановки помех R-ECM помещены в собственные «стелс»-боксы, что дало кораблю отличительный признак — пару характерных «ушей». Не меньшие усилия были приложены к снижению инфракрасной и акустической сигнатур. Выхлопные трубы дизель-генераторов расположены близко к уровню воды и могут охлаждаться путем впрыскивания морской воды. Снижение акустической заметности особенно важно, с учётом противолодочной оптимизации «Аквитаний».
В дополнение к практически бесшумному электродвижению, много вниманию уделено совершенствованию обводов корпуса и формы винтов. Широко использованы также поглотители шума и амортизированные платформы для установки механического оборудования.
Одним из ключевых подходов DCNS при проектировании «Аквитании» был максимальный уровень операционной готовности при минимизации затрат на эксплуатацию. Первоначальное соглашение на строительство включало контракт с фиксированной ценой на послепродажное обслуживание первых шести кораблей в течение шести их первых лет службы. Поэтому большое внимание было уделено мерам по обеспечению «простого и экономически обоснованного» эффективного технического обслуживания с целью выполнения этого соглашения. Это включает в себя использование расширенных проходов для облегчения доступа к оборудованию при эксплуатации и ремонтах и улучшенных путей доступа для демонтажа и монтажа оборудования при его замене.
Конструкция корабля реализовала новую философию обслуживания. Она включала снижение количества необходимого профилактического обслуживания и увеличение длительности межремонтных периодов, с целью снижения количества обслуживающего персонала на время нахождения корабля в море. Этот подход является общим для европейского кораблестроения начала XXI века, из-за политики уменьшения оборонных бюджетов. А на операционные и эксплуатационные расходы приходится три четверти затрат на обслуживание корабля.

### Корпус
«Аквитания» имеет в общей сложности семь палуб, а корпус разделен на одиннадцать отсеков десятью водонепроницаемыми переборками. Сообщается, что корабль может оставаться на плаву при затоплении трех соседних водонепроницаемых отсеков. Проход по кораблю между отсеками осуществляется по центральному коридору на главной палубе. С обеих бортов от центрального прохода расположены технические галереи, в которых расположены технические коммуникации и различные службы. Борьба за живучесть основана на разделение корабля на две отдельные зоны контроля повреждений, каждая из которых дополнительно разбита на две вертикальных подзоны с независимой вентиляцией и системами фильтрации для защиты от ядерной, биологической и химической угроз. Основной пост контроля повреждений находится в машинном отделении, откуда также можно управлять двигательной установкой и электрогенераторами. Также управление ими может производиться с мостика и инженерных постов. Панели контроля повреждений, расположенные по всему кораблю, обеспечивают дополнительную гибкость системы борьбы за живучесть. Несмотря на неизбежное отсутствие детальной информации, считается что наиболее критические области корабля прикрыты дополнительной пассивной защитой.
Системы общего назначения
Оборудование управляется автоматизированной системой управления корабля производства DCNS. Система связана с около 7000 контрольных устройств, расположенных по всему кораблю. Её установка является частью комплекса мер по сокращению затрат жизненного цикла за счет большей автоматизации процессов. Кроме того, использован ряд практик из гражданского судостроения, в частности планировка ходового мостика, в целях сокращения необходимого для управления кораблем персонала.
Вся внутренняя связь обеспечивается интегрированной коммуникационной системой (integrated communications system — EICS) фирмы Thales. Через защищенную локальную сеть 160 пользователей могут получить доступ через голосовые и компьютерные терминалы, расположенные по всему кораблю. Через сеть можно получить доступ к внешним устройствам связи. Они поддерживают коммуникацию, включая спутниковую, на гражданских и военных частотах. Система изначально поддерживает стандарты связи Link 11 и 16. Поддержка стандарта Link 22 заложена в конструкцию, но её тестирование производилось позже. Система имеет гибкую настройку и может использоваться для доступа даже к таким данным, как уровень выбросов.
Для целей освещения надводной обстановки и сопровождения низколетящих целей, включая обеспечение посадки вертолета используются два радара Terma SCANTER 2001. Носовой обычно используется для освещения надводной обстановки, а кормовой в качестве посадочного радара при полетах вертолета.
Экипаж
Этот подход стал основной причиной сокращения основного персонала до 108 человек, в два раза меньше, чем на заменяемых новыми кораблями фрегатах FASM-70 (тип «Жорж Леги») имеющих меньший размер. Стандарты размещения экипажа значительно улучшились по сравнению с предыдущими типами. Имеются четыре одноместных каюты для капитана и старших офицеров, двухместные для младших офицеров и четырёх и шестиместные для остальных. В общей сложности корабль рассчитан на размещение 145 человек, что позволяет дополнительно размещать штаб или небольшое воинское подразделение. За счет модульной компоновки кают существует возможность расширить вместимость до 180 человек. Это сделано для облегчения продаж на экспорт странам, где затраты на персонал не являются столь затратными как в Европе.

### Энергетическая установка
Важной особенностью конструкции «Аквитании» является её силовая установка схемы CODLOG — комбинированная дизель-электрическая или газотурбинная. По концепции она похожа на установленную на британских фрегатах типа 23. Четыре дизель-генератора серии MTU 4000 установлены для выработки электроэнергии для ходовых электродвигателей и корабельных потребителей тока. В дизель-электрическом режиме корабль может развивать до 16 узлов с помощью двух электродвигателей Schneider Jeumont, намотанных вокруг пары валов. Это закрывает около 65 % потребностей типовых миссий, включая малошумные противолодочные операции и обеспечивает максимальную дальность в 6000 морских миль.
Когда нужны более высокие скорости хода, включается один механически соединенный с валами газотурбинный двигатель (ГТД) GE / Avio LM25OO + G4 мощностью 32 МВт (43 500 л. с.). Итальянская фирма Avio заключила контракт на поставку двигателей для обеих стран и выпускает по лицензии компании General Electric. С помощью ГТД достигается скорость свыше 27 узлов. Отказ от полностью электрического движения позволил сэкономить вес и не устанавливать более крупные электродвигатели, электрогенераторы и преобразователи тока, которые в противном случае понадобились бы для полного хода. Кроме пары рулей установлено выдвижное поворотное подруливающее устройство, что обеспечивает высокую маневренность в узкостях и портах. Подруливающее устройство также может быть использовано в качестве резервного движителя при аварии основной силовой установки и способно сообщать кораблю скорость до 5 узлов. На французских FREMM установлено подруливающее устройство AR63-LNC-1650-880kW фирмы Brunvoll с диаметром винта 1650 мм и мощностью 0,88 МВт.

### Системы вооружения

#### Боевая информационная-управляющая система
В основе боевых возможностей типа «Аквитания» лежит новая БИУС SETIS объединяющая управление оборонительным и наступательным вооружением корабля. Созданная на основе БИУС предыдущего поколения SENIT, она следует современным тенденциям модульности, децентрализации и максимального использования готовых коммерческих решений. Семнадцать независимых многофункциональных консолей соединены общей сетью с корабельным вооружением, сенсорами и системами связи. Каждая консоль может управлять всеми системами, поддерживаемыми БИУС. Основным преимуществом данного подхода является значительная эксплуатационная гибкость. Система может быть сконфигурирована для наиболее эффективного выполнения текущей задачи. До установки на «Аквитанию» БИУС SETIS была протестирована на наземном стенде в Тулоне, что значительно упростило последующие корабельные испытания.

#### Вооружение класса поверхность-поверхность
Многофункциональность фрегатов «Аквитания» лучше всего демонстрируется наличием тактических крылатых ракет SCALP Naval — создаваемого по программе MdCN (Missile de Croissere Naval) морского варианта тактической крылатой ракеты SCALP / Storm Shadow компании MBDA. Установка крылатых ракет не характерна для кораблей размерности фрегата и на западных кораблях до этого применялась только на кораблях построенных в США. До 16 ракет MdCN размещаются в двух восьмиконтейнерных УПВ Sylver A70, установленных на полубаке перед ходовым мостиком.
Французский флот заказал MBDA 300 ракет SCALP Naval в декабре 2006 года. 250 из них предназначены для фрегатов FREMM. Первый запуск ракеты в рамках испытаний состоялся в июне 2010 года. Ракеты MdCN имеют дальность свыше 1000 км, что несколько меньше чем у американского «Томагавка» широко используемых на эсминцах США типа «Арли Бёрк» .
В дополнение к SCALP Naval фрегаты вооружены двумя восьмиконтейнерными установками для пуска ракет Exocet MM4O Block 3. Пусковые установки расположены за ходовым мостиком. Версия Block 3 имеет дальность свыше 180 км и кроме стандартной для Exocet роли противокорабельной ракеты, она может применяться против наземных целей. Также с вертолета Caiman могут применяться легкие ракеты класса «воздух-поверхность» для небольших надводных целей.
Артиллерийские установки также входят в состав вооружения фрегатов. На полубаке установлено 76 мм/62 орудие Super Rapid фирмы Oto-Melara. Его наведение осуществляется с помощью оптико-электронной системы управления артиллерийским огнем (СУАО) Sagem Vigy MM. Предусмотрена также установка легкого артиллерийского вооружения для ближней самообороны. По бортам надстройки установлены два 20-мм автоматических орудия, которые могут управляться как дистанционно, так и непосредственно стрелком-оператором. Также в распоряжении экипажа имеется четыре переносных пулемета.

#### Средства ПВО
Противовоздушная самооборона фрегатов типа «Аквитания» обеспечивается ЗРК «Астер» в состав которого входит многофункциональный радар Herakles фирмы Thales и ЗУР «Астер». Радар Herakles выполняет функции обнаружения, сопровождения и управления стрельбой ракетами. Работает в частотных диапазонах E / F — частоты 2000-4000 МГц, американский диапазон S. Рабочая частота является компромиссом между большой дальностью низкочастотных радаров и улучшенными возможностями по сопровождению высокочастотных систем.
Herakles — двухкоординатный радар с электронным сканированием по вертикальной и горизонтальной оси. Четыре его антенные решетки в форме урезанной пирамиды установлены над ходовым мостиком. Максимальная дальность обнаружения воздушных целей 250 км, надводных — 80 км. Производитель заявляет возможность отслеживания более четырёх сотен воздушных целей одновременно.
Радар Herakles интегрирован с ракетной системой «Астер». На полубаке за 76-мм орудием расположены две восьмиконтейнерных установки вертикального пуска DCNS Sylver A43. В них могут быть размещены до 16 зенитных ракет малой дальности «Астер-15». Ракеты с активной ГСН и двигателем поперечного управления способны сбивать противокорабельные ракеты. Схема работы системы следующая. Радар Herakles обнаруживает цели и выдает информацию БИУС SETIS. По командам БИУС производится пуск ракет. Инерционная система ракеты обеспечивает полет по заданной траектории. При этом и ракета и цель отслеживается радаром и по линии связи на ракету могут быть отправлены новые данные по изменению траектории. На конечном участке включается активная радиолокационная головка ракеты и вступает в действие её система наведения. По заявлению Thales система способна отслеживать и корректировать полет всех 16 находящихся в воздухе ракет.
Два фрегата FREDA будут оснащены четырьмя восьмиконтейнерными установками вертикального пуска DCNS Sylver A50, в которые могут быть загружены до 32 ракет Астер-15 и Астер-30 средней дальности, которой оснащаются фрегаты типа «Горизонт» и британские эсминцы типа 45.
Средства обнаружения дополняются панорамной оптико-электронной системой наблюдения Artemis компании Thales. С её помощью можно отслеживать инфракрасные сигнатуры воздушных и надводных целей. Для обеспечения 360-градусного обзора три её датчика расположены на топ-мачте.
В соответствии с действующей французской доктриной установка систем ПВО ближнего радиуса действия в дополнение к ракетам «Астер» не предусматривается. Хотя установленное на полубаке 76 мм орудие Super Rapid может ограниченно использоваться против воздушных целей.

#### Средства ПЛО
Обнаружение и сопровождение подводных целей обеспечивается с помощью разработанных фирмой Thales стационарного и буксируемого гидроакустических комплексов (ГАК).
Монтируемый на корпусе в носовом бульбе ГАК Thales UMS 4110 является низкочастотным активно-пассивным гидролокатором, предназначенным для установки на корабли среднего и большого водоизмещения. До этого он устанавливался на фрегатах программы FASM-70 и франко-итальянском «Горизонте». Комплекс обеспечивает большую дальность обнаружения ПЛ над термоклином и оптимизирован для работы в условиях Средиземного моря. Его дополняет ГАК Thales CAPTAS-4 с буксируемой антенной с изменяемой глубиной буксировки. Комплекс предназначен для обнаружения на большой дальности ПЛ идущих под термоклином. Впервые был использован на британском фрегате Типа 23 под обозначением Sonar 2087, в французском флоте получил обозначение UMS 4249. Оборудование этого комплекса расположено в кормовой нише корпуса под вертолетной площадкой. Развертывание буксируемой антенны происходит через поднимающийся кормовой люк. Неизвестно, будет ли UMS 4249 устанавливаться на фрегатах FREDA.
Атака обнаруженной ПЛ является основной задачей размещенных на борту двух вертолетов Eurocopter NFH-90. Во французских флоте он получил название «Кайман» (Caiman) и заменил меньший по размерам Lynx. NFH-90 оснащен погружаемым сонаром FLASH, гидроакустическими буями, радаром с 360 градусным обзором и средствами связи, поддерживающими стандарт Link 11. В состав его вооружения входят противолодочные торпеды MU-90, глубинные бомбы и ПКР. Благодаря этому вертолет может применяться как против подводных, так и против надводных целей.
Первоначальные испытания «Каймана» проводились на борту «Аквитании» в марте 2012 и по сообщениям, увенчались успехом. Система стабилизации корабля и средства управления вертолетной палубой позволяют безопасно проводить взлетно-посадочные операции с вертолетной площадки площадью около 500 м² при волнении моря до 6 баллов. «Аквитания» также оснащена двумя двухтрубными торпедными аппаратами для пуска торпед MU-90.

#### Системы противодействия
Системы вооружения типа «Аквитания» дополнены широким спектром средств радиоэлектронной борьбы и радиотехнической разведки. Большая их часть поставляется фирмой Sigen — консорциумом французской Thales и итальянской Elettronica. В их состав входит входит система раннего оповещения об радарном облучении Radar and Communications Electronic Support Measures (E.S.M), позволяющая в пассивном режиме обнаруживать излучение самолётов, ракет и кораблей. В пакет также входит система NETTUNO-4100 радиоэлектронного подавления Radar Electronic Countermeasures — R-ECM.
Два излучателя помех последней расположены в специальных стелс-боксах по обоим бортам в районе топ-мачты. Также установлены пусковые установки NGDS которые могут использоваться для запуска дипольных отражателей и противоторпедная система SLAT.

## Конструкция итальянского типа «Бергамини»
|  |

|  |

### Особенности конструкции

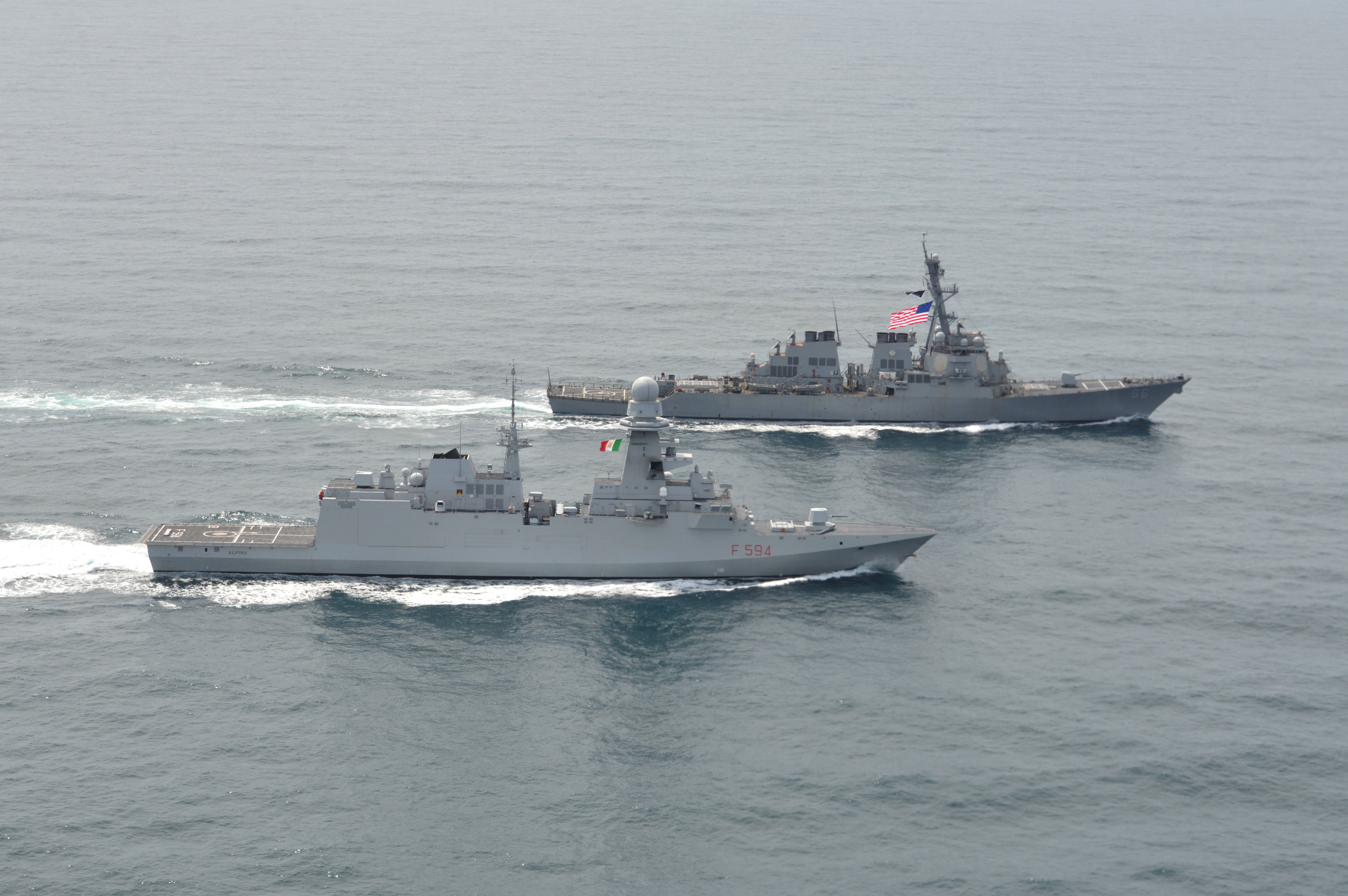
Alpino (F594) и USS Gonzalez (DDG-66) 17 мая 2018 года

При водоизмещении около 6700 тонн и длине 144 м итальянские фрегаты FREMM лишь немного меньше, чем эсминцы ПВО программы «Горизонт», с которыми имеют немало общих черт.
Учитывая сотрудничество с Францией и ограниченный опыт Италии в строительстве современных крупных надводных кораблей, неудивительно что оба национальных типа FREMM находились под сильным влиянием предыдущего французского опыта в проектировании военных кораблей. Ориентиром при проектировании была конструкция «стелс»-фрегатов «Лафайет», введенных в строй с 1996 по 2001 год. В целом базовая конструкция корпуса и общая конструкция французского и итальянского вариантов FREMM очень похожи.

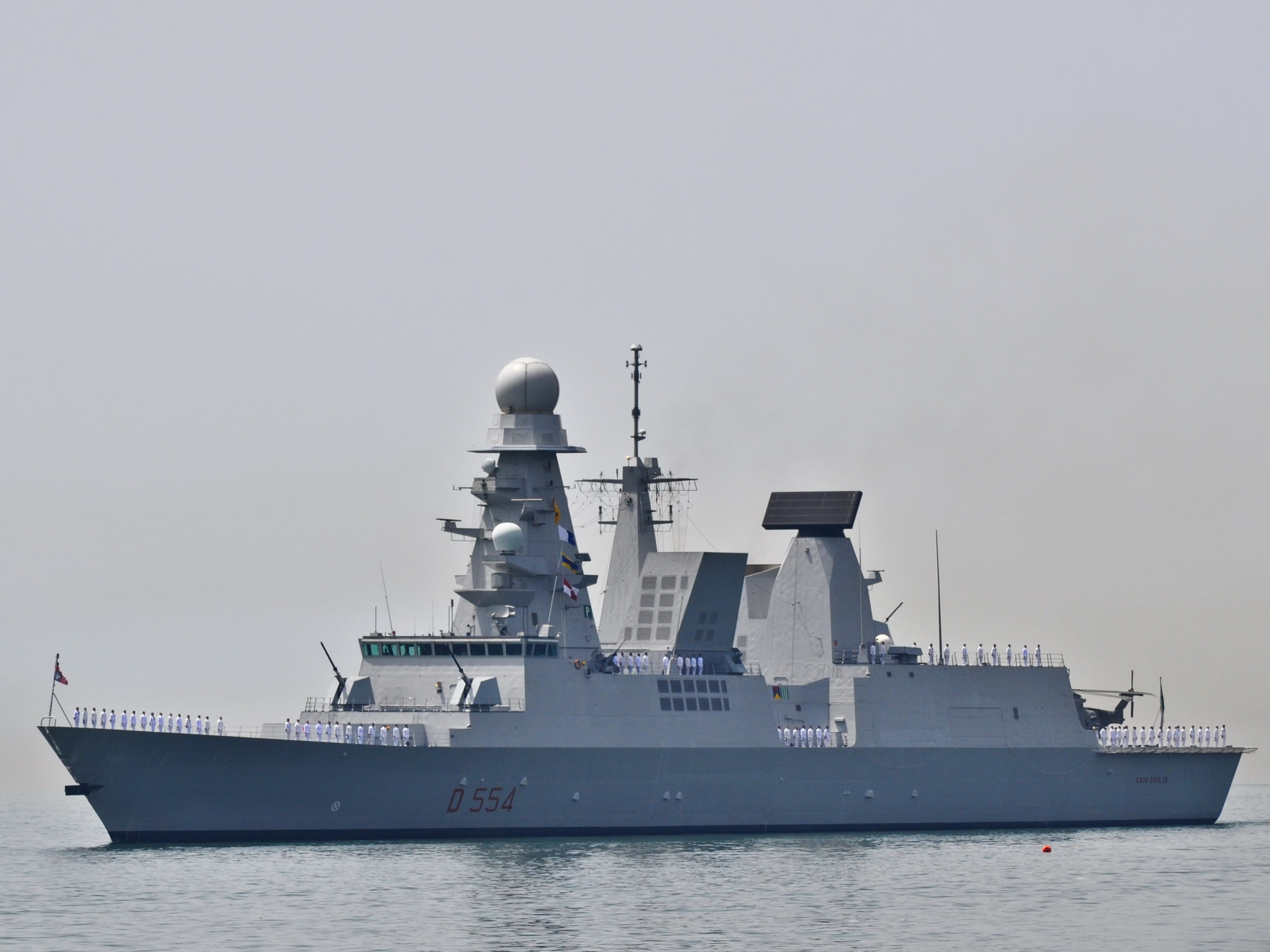
Caio Duilio — фрегат типа «Горизонт»

Итальянские эксплуатационные требования, однако, привели к заметным различиям во внешнем виде и возможностях, по сравнению с французским типом «Аквитания». В частности желание Италии обеспечить на своих кораблях возможности зональной ПВО привело к выбору многофункционального радара EMPAR, такого же как на «Горизонте», более эффективного чем выбранный французами «Геракл». Поэтому же на итальянских кораблях использована более глубокая ВПУ Sylver A50, позволяющая кроме ракет Астер-15 использовать и ЗУР Астер-30 средней дальности. Другими важными отличиями является использование на итальянских фрегатах традиционного выхлопа для дизель-генераторов, по сравнению с системой эластично закрепленных выхлопных труб на уровне чуть выше ватерлинии у «Аквитании». В сочетании с различным составом систем вооружения и радиоэлектроники, это дало значительные различия в надстройках.
По внешнему виду и внутренней компоновке итальянский противолодочный и многоцелевой варианты практически идентичны. Основные различия заключаются в количестве единиц специализированного оборудования, не все из которых можно легко увидеть.

### Корпус и надстройки
Итальянские FREMM имеют в общей сложности четырнадцать уровней палуб, если учитывать мачты. Палуба 1 (главная) расположена на уровне вертолетной площадки. Палуба 2 под ней является основной палубой для коммуникации. На ней по центру проходит продольный коридор от носа до кормы, который связывает между собой идущие под ним водонепроницаемые отсеки. На палубах 3 и 4 расположены кормовые главные и носовые вспомогательные машинные отделения. Палуба 01 находится на уровне палубы полубака. Боевой информационный центр (Combat Information Centre — CIC) и центр управления (Operations Room) находятся на этой палубе в носовой надстройке. Мостик расположен на уровне Палубы 02 над боевым информационным центром. Вертикальный колодец в фок мачте обеспечивает безопасный проход между всеми основными палубами.
Меры повышения живучести
Пристальное внимание уделено мерам по снижению радиолокационной заметности и тепловых и акустических сигнатур. В конструкции корпуса и надстроек приняты меры по снижению эффективной поверхности рассеивания — поверхности бортов и стенки надстроек сделаны наклонными, количество выступающих элементов сведено к минимуму, ниши закрыты щитками. Для снижения акустической заметности большую роль играет использование электродвижения, что обеспечивает малошумность хода вплоть до 15 узлов. Использование винтов регулируемого шага, кроме прочего, снижает шумность и создает сложности при идентификации корабля подводными лодками.
Меры обеспечения живучести при боевых повреждениях были ещё одним ключевым требованием при проектировании. Ключевые области — боевой информационной центр и вертикальная коммуникационная шахта защищены противоосколочной броней. Консоли БИУС имеют защиту от ударных нагрузок.
Корпуса фрегатов разделены на одиннадцать водонепроницаемых отсеков. Запас плавучести сохраняется при затоплении как минимум трех отсеков. Корабль разделен на две основные автономные зоны контроля повреждений — Alpha и Bravo. Они дополнительно разделены на две вертикальные подзоны, соответственно A1, A2, B1 и B2. Каждая из двух основных зон независима в отношении выработки и распределения электроэнергии и имеет свой центр по контролю борьбы за живучесть корабля.
Основным центром по управлению борьбой за живучесть корабля является центр управления кораблем на уровне 2-й палубы в зоне Bravo. Его аналог расположен в зоне Alpha в кормовой части ходового мостика. Существуют также два дополнительных поста в проходах на 2-й палубе для связи между вертикальными подзонами. Все посты имеют доступ к системе управления корабля, включая датчики обнаружения затоплений, жары, огня и дыма. Портативные терминалы для доступа к этим данным могут быть подключены в 38 точках, расположенных по всему кораблю. Система пожаротушения включается в себя стационарные установки для жидкости Novec 1230, систем создания водяной завесы под высоким давлением, пенообразователи и подачи забортной морской воды. В дополнение к ним имеется переносное оборудование.
Системы управления
Управление силовой установкой, навигационным и другим операционным оборудованием итальянских FREMM осуществляется интегрированной системой управления кораблем (ship management system — SMS) производства Seastema, совместного предприятия ABB и Fincantieri . Она объединяет в себя множество подсистем, таких как автоматизированную систему управления кораблем (integrated platform management system — IPMS) и интегрированный ходовой мостик (integrated bridge system — IBS). Доступ к SMS можно получить через девятнадцать стационарных и шесть портативных терминалов соединенных общей локальной сетью.
Стационарные консоли расположены в центре управления кораблем, резервном центре управления, постах борьбы за живучесть, ходовом мостике и рабочих местах в двух машинных отделениях. Безопасность функционирования кораблем обеспечивается главным постом управления, где расположены пять двухэкранных терминалов системы SMS. Они многофункциональны по возможностям и предназначены для мониторинга различного оборудования управляемого IPMS, такого как силовая установка, электрическая сеть и вспомогательное оборудование. SMS также поддерживает функции контроля борьбы за живучесть, описанные выше. IBS включает себя отображение электронный карт, автоматическую радиолокационную прокладку и навигационные подсистемы. Значительный уровень автоматизации позволяет обходиться на ходовом мостике вахтой только из двух человек.
Управление и связь
Фрегаты оснащены интегрированной коммуникационной системой связывающей все внутренние сети и средства внешней связи. Основой является защищенная внутренняя сеть, доступ к которой можно получить через восемьдесят коммуникационных блоков, расположенных по всему кораблю. Система обеспечивает защищенную связь через спутник во всем частотном диапазоне с поддержкой натовских стандартов обмена Link 11, 16 и 22. Итальянские FREMM предназначены в том числе для выполнения функций управления операциями, для чего предусмотрено отдельное помещение с сетевым доступом.
Вспомогательные РЛС
На фрегатах установлены вспомогательные РЛС Selex, входящей в группу Leonardo. В качестве РЛС освещения надводной обстановки и наблюдения за низколетящими целями используется радар Selex RAN-30X (MMI/SPS-791). Для контроля полетов вертолетов, включая посадку используется РЛС Selex SPN-720. Также установлен навигационный радар LPI (Low Probability of Intercept) — Selex MM/SPN-730.
Экипаж
Повышенный уровень автоматизации на новых кораблях позволил значительно сократить численность экипажа. Например по сравнению с предыдущим типом «Маэстрале» экипаж сокращен с 225 до 130 по проекту для FREMM (плюс 23 человека авиационной части). 
Однако, на практике получается что оценка ожидаемого сокращения персонала была чрезмерно оптимистичной. Например, на «Вирджинио Фасан» при вводе в строй экипаж составил 150 человек и на основе опыта эксплуатации ожидается что он возрастет до 167 при длительных миссиях. По этой причине на полубаке, в месте зарезервированном под установку вертикальных пусковых установок, были установлены дополнительные каюты.
Каюты выполнены с учётом высоких стандартов обитаемости, отражая общеевропейскую тенденцию на набор и удержание персонала в постпризывную эпоху. Офицерам обычно выделяется одноместная каюта со всеми удобствами. Мичманы располагаются в двухместных каютах, а матросы в четырёхместных. Ещё одна уступка социальным изменениям — наличие общего камбуза для всех рангов. 
Материально-техническое обеспечение фрегатов рассчитано на 45 дней автономной деятельности.

### Энергетическая установка
Силовая установка по составу похожа на двигательную установку CODLOG (комбинированная дизель-электрическая или газотурбинная) французских FREMM типа «Аквитания». Но итальянцы применили систему типа CODLAG, в которой дизель-электрическая система может одновременно работать с газовой турбиной.
Корабли имеют два вала с винтами регулируемого шага. И два руля, наклоненных на 9 градусов от вертикали для повышения стабильности и маневренности.
Основным источником электроэнергии для ходовых электродвигателей и корабельных потребителей являются четыре дизель-генератора мощностью по 2,1 МВт изготовленных дочерней фирмой концерна «Финкантьери» — Isotta Fraschini. Они расположены попарно в носовых (вспомогательных) и кормовых (основных) машинных отделениях, обеспечивая индивидуальные источники энергии для двух зон контроля боевых повреждений. Два электрических мотора Schneider Jeumont мощностью по 2,2 МВт обеспечивают ход до скоростей 15,5 узлов (по данным судостроителя — 17). Двигатели расположены на каждом из валов и обеспечивают как передний так и зданий ход. В передней части носового вспомогательного машинного отделения находится также выдвигающееся подвижное рулевое устройство с двигателем мощность 2 МВт. Оно облегчает не только маневрирование в узкостях и портах, но и при повреждениях основной силовой установки может использоваться как резервный движитель для обеспечения скорости до 7 узлов. 
На итальянских FREMM стоит подруливающее устройство ART-17 производства самой фирмы-судостроителя «Финкантьери» с винтом диаметром 1700 мм и мощностью 1 МВт.
На полных ходах используется газовая турбина GE/Avio LM2500+ G4 мощностью 32 МВт. Турбина связана с валами с помощью редуктора и обеспечивает максимальную скорость более 27 узлов. При использовании дизель-электрического движения на экономичном ходу в 15 узлов достигается дальность в 6500 миль. При работе от газовой турбины электродвигатели могут работать в режиме электрогенераторов переменного тока, что обеспечивает корабль альтернативным источником энергии.

### Системы вооружения

#### Боевая управляющая система
Боевая информационно-управляющая система (БИУС) поставляется дочерней компанией Leonardo — Selex ES. Она является одним из представителей масштабируемого семейства БИУС, поставляемого на экспорт под названием «Афина» (Athena). Система имеет модульную архитектуру и может устанавливаться на кораблях различных классов, начиная с патрульных кораблей. Версия установленная на FREMM включила в себя опыт компании по работе с аналогичными системами на авианосце «Кавур» и эсминцах программы «Горизонт». Последняя разрабатывалась Eurosysnav — совместным консорциумом Selex и DCNS.
«Афина» похожа на другие современные БИУС и обеспечивает связь различных сенсоров корабля и систем вооружения с многофункциональными консолями в посту управления посредством внутрикорабельной локальной сети. Система позволяет экипажу получить полную картину о тактической обстановке и доступ к применению всего спектра имеющихся вооружений. Версия установленная на FREMM имеет 21 консоль. 17 из них расположены в боевом информационном посту, остальные в операционном посту, мостике и резервном боевом посту. Боевой пост занимает почти всю ширину корабля под мостиком и имеет деление на функциональные зоны. Несмотря на многофункциональные возможностей консолей, обычно они распределены по функциональным ролям. Например командные функции обычно выполняются с расположенного по центру «командного острова», а другие зоны занимаются специфическим функциями типа противолодочных операций, радиоэлектронной борьбы, управлению вертолетными операциями и т. п.. В случае повреждения локальной информационно сети, с консоли возможно непосредственное управление отдельными системами вооружения.

#### Вооружение класса «поверхность-поверхность»
Итальянские FREMM в многоцелевой конфигурации оптимизированы для выполнения задач по нанесению ударов по надводным и наземным целям, по сравнению с версией ПЛО. На многоцелевой версии в носу стоит 127-мм орудие Oto Melara 127 мм/64. В его боекомплект входят снаряды семейства Vulcano. Среди них есть неуправляемый BER (ballistic extended range — баллистический повышенной дальности) и корректируемый GLR (guided long range — управляемый большой дальности) варианты. Вариант GLR имеет дальность до 100 км и коррекцию по GPS. Осколочно-фугасный снаряд имеет программируемый многофункциональный взрыватель и боевую часть с готовыми осколками, что позволяет его использовать в целях ПВО.
Боеприпасы Vulcano являются недорогой альтернативой крылатым ракетам (КР) и итальянский флот до сих пор колеблется в вопросе установки КР на свои фрегаты FREMM. Поэтому место в носу, зарезервированное под 2х8 УВП A70 для ракет SCALP Naval, остается пустым.
На обеих версиях фрегата в корме на ангаре установлена 76 мм/62 Oto Melara Strales. На версии ПЛО установлено такая же орудие в носу на полубаке вместо 127-мм орудия. И 127-мм и 76-мм орудия наводятся двумя радарными станциями Selex MSTIS NA-25, расположенными чуть выше и позади каждого орудия. Для ближней самообороны по бокам надстройки установлены два 25-мм одноствольных автомата Oto Melara Oerlikon KBA 25mm/80.
Обе версии итальянских FREMM вооружены ПКР Teseo Mk 2/A — дальнейшее развитие ракет семейства Otomat, которые могут применяться и по наземным целям. Ракеты с 210 кг боевой частью имеют дальность 180 км, инерционную систему наведения на среднем участке с линией связи для получения корректирующих данных и активную ГСН на финальном участке. Предварительные данные о цели могут быть получены от радара освещения надводной обстановки RASS RAN-30X. На многоцелевой версии установлено восемь ракет Teseo на четырёх пусковых установках — по две двухконтейнерные установки с каждого борта. На противолодочной версии пусковых для ракет Teseo всего четыре, потому что две пусковые установки используются для запуска противолодочных ракет MILAS, одного из развития ракет Otomat.

#### Противовоздушная оборона
ПВО итальянских FREMM обеспечивается зенитным ракетным комплексом (ЗРК) SAAM-ESD, в состав которого входят многофункциональный радар EMPAR фирмы Selex, входящей в состав Leonardo, и универсальные вертикальные пусковые установки (УВП) с ракетами ближнего радиуса действия Астер 15 и Астер 30 средней дальности. Фирмой Leonardo используется название радара KRONOS Grand Naval, под которым он упоминается в ряде источников. Зенитный комплекс SAAM-ESD способен сбивать крылатые ракеты, в том числе низколетящие ПКР на дальности до 8 миль. На кораблях установлены две восьмиконтейнерные УВП Sylver A50 VLS, расположенные перед мостиком на полубаке. Первоначально планировалось ограничиться установкой ЗРК самообороны SAAM-IT как на «Кавуре», на котором можно применять только ракеты Астер-15. Но уже в процессе постройки было принято решение установить модифицированную версию, позволяющую благодаря ракетам Астер-30 обеспечивать зональную ПВО. Это приблизило возможности ПВО FREMM к кораблям программы «Горизонт». Но последние оснащены более совершенным комплексом, имеющим вдвое больший запас ракет и поисковый радар большой дальности S-1850M в дополнение к EMPAR.
Радар EMPAR работает в диапазоне 4000-5000 МГц (диапазон G НАТО или C в США). Это представитель нового поколения радаров с цифровым управлением. Он представляет собой расположенную под обтекателем вращающуюся наклонную антенную решетку. Сканирование по вертикали электронное, по горизонтали за счет вращения решетки со скоростью 1 об / мин. Такая схема имеет меньший вес чем у радаров с цифровым управлением по двум осям, как на APAR фирмы Thales, поэтому её получилось разместить выше, на верхушке фок-мачты. Сообщается что радар способен отслеживать до 300 целей на расстоянии до 300 морских миль. Радар производит поиск целей. После пуска ракет, радар позволяет передать на ракеты Астер корректирующую информацию и уже на финальной стадии вступает в дело головка самонаведения ракет. Сообщается что возможности радара позволяют управлять в воздухе всеми имеющимися шестнадцатью ракетами Астер. Поэтому количество одновременно обстреливаемых целей ограничено боезапасом ракет. За модулями Sylver A50 зарезервировано место под установку двух восьмиконтейнерных УВП Sylver A73 VLS, из которых могут применяться ракеты Астер-30. Но во-первых эти модули планировались для использования крылатых ракет MBDA SCALP Naval. А во-вторых это место сейчас занято дополнительными каютами для экипажа.
Радар EMPAR дополняют отдельные антенные решетки системы опознавания «свой-чужой» SIR-M5-PA фирмы Selex (Selex New Generation IFF) расположенные под обтекателем EMPAR и аппаратурой предупреждения о радарном облучении R-ESM (radar electronic support measures). Дополнительно на крыше мостика установлена станция инфракрасного обнаружения и слежения Selex SASS IRST, позволяющая обнаруживать и сопровождать теплоконтрастные надводные и воздушные цели.
Второй эшелон ПВО и ПРО обеспечивается 76-мм орудиями Oto Melara Strales. В состав боекомплекта 76mm/62 Oto Melara Strales входит управляемый зенитный снаряд DART. Его наведение производится управлением радиокомандами посредством встроенной в установку системы радарного управления Strales. Разработчик заявляет, система способна сбивать ПКР на дистанциях до 5 миль.

#### Противолодочное вооружение
Обе версии итальянских FREMM оснащены подкильным ГАК Thales UMS 4110, установленным в носовом бульбообразном обтекателе, такой же как на французских «Аквитаниях». Комплекс работает на низких частотах в активном и пассивном режиме и обеспечивает большую дальность обнаружения ПЛ над тепловым слоем и оптимизирован для работы в условиях Средиземного моря.
На противолодочной версии дополнительно установлен активно-пассивный ГАК Thales CAPTAS-4 (UMS 4249) с протяжной буксируемой антенной с возможностью изменения глубины буксировки. Его оборудования установлено под вертолетной площадкой. Комплекс оптимизирован для увеличения дальности обнаружения целей ниже теплового слоя. Также на обоих кораблях установлен эхолот SeaBeam 3050 с панорамным обзором компании L-3 ELAC Nautik, который может выдавать картину о подводной обстановке на глубинах до 3500 м. Основной задачей эхолота является поиск подводных лодок, но он может использоваться и в гидрографическом режиме.
Для уничтожения обнаруженных подводных лодок применяется широкий спектр вооружения. Версия ПЛО имеет на вооружении 2х2 ПУ для противолодочных ракет MILAS. Они занимают две из четырёх пусковых позиций ракет Teseo многоцелевой версии — по одной носовой с каждого борта.
Рабочий диапазон дальности ракет MILAS от 6 до 35 км, цель на максимальной дальности может быть поражена через три минуты после пуска ракет.
На обеих версиях фрегатов установлены два трехтрубных торпедных аппарата для торпед MU-90. Торпедные аппараты расположены с каждого борта в отсеке перед вертолетными ангарами (2015_101) перпендикулярно диаметральной плоскости корабля. Их ниши в борту закрыты крышками. Торпеда оснащена водометным движителем с электрическим приводом, способна развивать скорость до 50 узлов и имеет боеголовку с кумулятивной БЧ для повышения эффективности против подводных лодок с двойным корпусом.

#### Вертолёты и корабельные лодки
Обе итальянские версии FREMM могут использовать до двух вертолётов. В левом анагре может размещаться вертолет Airbus Helicopters NH90. Правый ангар имеет большие габариты и может вмещать как NH90, так и более тяжелый AgustaWestland AW101.
Оба вертолета могут использоваться как в противолодочном, так и транспортном варианте. NH90 оснащен погружным гидролокатором и вооружен торпедами MU-90 и ПКР Marte. В состав оборудования вертолетной площадки входит автоматическая система парковки и вытаскивания вертолетов из ангара TC-ASIST (Twin Claw-Aircraft Ship Integrated Secure and Traverse) фирмы Curtis-Wright. Расширение вертолетной площадки на двух первых кораблях в процессе ремонта и на остальных при постройке позволила обеспечить более безопасную работу с грузовой рампой вертолета AW-101.
Обе версии имеют ниши с обеих бортов для надувных лодок с жестким корпусом (RIB). Ниша с левого борта крупнее и может вмещать более длинные лодки. На многоцелевой версии в корме вместо оборудования для буксируемого ГАК имеется рампа с нишей для ещё одной лодки. Такая кормовая рампа облегчает работу с лодкой в неблагоприятных погодных условиях.

#### Системы противодействия
В состав мер электронного противодействия входит оборудование совместного предприятия Thales-Elettronica Sigen, аналогичного установленному на фрегатах «Горизонт». 
Интегрированная система включает в себя 
систему оповещения о радарном облучении Radar Electronic Support Measures (R-ESM), 
систему связи Communications Electronic Support Measures (C-ESM) и 
систему постановки радарных помех Radar Electronic Counter Measures (R-ECM). 
Антенны системы R-ESM антенны размещены непосредственно под обтекателем радара EMPAR. Антенны C-ESM чуть ниже их. 
Эта система позволяет получать данные о раннем радарном облучении и обеспечивать другие сенсоры данным о тактической обстановке по радиопротиводействию. Два блока системы радиоэлектронной борьбы R-ECM расположены на мачте в носу и в корме с левого борта в нише над ангаром. Их основная задача — постановка помех ГСН атакующих ПКР.
Меры электронного противодействия дополнены двумя пусковыми установками для постановки помех Oto Melara SCLAR-H по бокам дымовой трубы. Система применяется с 1970-х годов и поддерживает широкий спектр боеприпасов. За противоторпедную оборону отвечают две пусковых установки SLAT размещенные по бортам на тумбах рядом с пусковыми установками ракет Teseo. SLAT установлены на противолодочной версии с момента ввода в строй. Изготовителем заявлена установка этих систем и на многоцелевую версию, но при вводе в строй места их установки пустовали.

## Представители
Франция — фрегаты типа «Аквитания»
| №    | Тип | Название              | Заложен    | Спущен     | В строю       | Порт приписки |
| ---- | --- | --------------------- | ---------- | ---------- | ------------- | ------------- |
| D650 | ПЛО | Aquitaine (Аквитания) | 16.3.2007  | 29.04.2010 | 23.11.2012    | Брест         |
| D651 | ПЛО | Normandie (Нормандия) | 08.10.2009 | 18.10.2012 | продан Египту |               |
| D652 | ПЛО | Provence (Прованс)    | 15.12.2010 | 18.09.2013 | 12.06.2015    | Брест         |
| D653 | ПЛО | Languedoc (Лангедок)  | 30.11.2011 | 12.07.2014 | 16.03.2016    | Тулон         |
| D654 | ПЛО | Auvergne (Овернь)     | 2012       | 02.09.2015 | 14.02.2018    | Тулон         |
| D655 | ПЛО | Bretagne (Бретань)    | 10.2013    | 16.09.2016 | 18.07.2018    | Брест         |
| D651 | ПЛО | Normandie (Нормандия) | 2014       | 1.02.2018  | 16.07.2019    | Брест         |
| D656 | ПВО | Alsace (Эльзас)       | 2016       | 18.04.2019 | 16.04.2021    | Тулон         |
| D657 | ПВО | Lorraine (Лотарингия) | 2019       | 13.11.2020 | 13.11.2023    | Тулон         |

 Италия — фрегаты типа «Бергамини»
| №    | Тип | Название            | Заложен      | Спущен     | В строю            | Порт приписки | Судьба                        |
| ---- | --- | ------------------- | ------------ | ---------- | ------------------ | ------------- | ----------------------------- |
| F590 | ОН  | Carlo Bergamini     | 04.02.2008   | 16.07.2011 | 29.05.2013         | Специя        |                               |
| F591 | ПЛО | Virginio Fasan      | 12.05.2009   | 31.03.2012 | 19.12.2013         | Специя        |                               |
| F592 | ПЛО | Carlo Margottini    | 14.09.2010   | 29.06.2013 | 27.02.2014         | Специя        |                               |
| F593 | ПЛО | Carabiniere         | 06.04.2011   | 29.03.2014 | 28.04.2015         | Таранто       |                               |
| F594 | ПЛО | Alpino              | 23.02.2012   | 13.12.2014 | 30.09.2016         | Таранто       |                               |
| F595 | ОН  | Luigi Rizzo         | 05.03.2013   | 12.2015    | 20.04.2017         | Специя        |                               |
| F596 | ОН  | Federico Martinengo | 05.06.2014   | 04.03.2017 | 24.04.2018         | Таранто       |                               |
| F597 | ОН  | Antonio Marceglia   | 12.07.2015   | 03.02.2018 | 16.04.2019         | Таранто       |                               |
| F598 | ОН  | Spartaco Schergat   | февраль 2017 | 26.01.2019 | июнь 2020 (план)   | Специя        | Запланирован к продаже Египту |
| F599 | ОН  | Emilio Bianchi      | январь 2018  | 25.01.1920 | апрель 2021 (план) | Таранто       | Запланирован к продаже Египту |

 Марокко — фрегаты типа «Аквитания»
| №   | Тип | Название    | Заложен | Спущен    | В строю    | Порт приписки |
| --- | --- | ----------- | ------- | --------- | ---------- | ------------- |
| 701 | ПЛО | Mohammed VI | 2008    | 14.9.2011 | 30.01.2014 | Ксар-эс-Сехир |

 Египет — фрегаты типа «Аквитания»
| №        | Тип | Название   | Заложен    | Спущен     | В строю    | Порт приписки |
| -------- | --- | ---------- | ---------- | ---------- | ---------- | ------------- |
| FFG-1001 | ПЛО | Tahya Misr | 08.10.2009 | 18.10.2012 | 23.06.2015 | Александрия   |

## Экспорт

### Марокко
24 октября 2007 года ВМС Марокко заказали один фрегат этого типа верфи Лорьян французской компании DCNS. Корабль должен был заменить находившийся на вооружении корвет типа «Дескубьерта». Контракт стоимостью 676 миллионов $ был подписан 18 апреля 2008 года, строительство началось летом 2008 года, 30 января 2014 года корабль был передан ВМС Марокко. Детального описания отличий от французской версии нет, но известно что на марокканском фрегате изначально не установлены УВП Sylver A70 для ракет SCALP NAVAL, 20-мм орудия самообороны и система РЭБ NETTUNO-4100, боезапас 19 торпед, восемь ПКР «Экзосет» и шестнадцать ракет «Астер-15».

### Египет

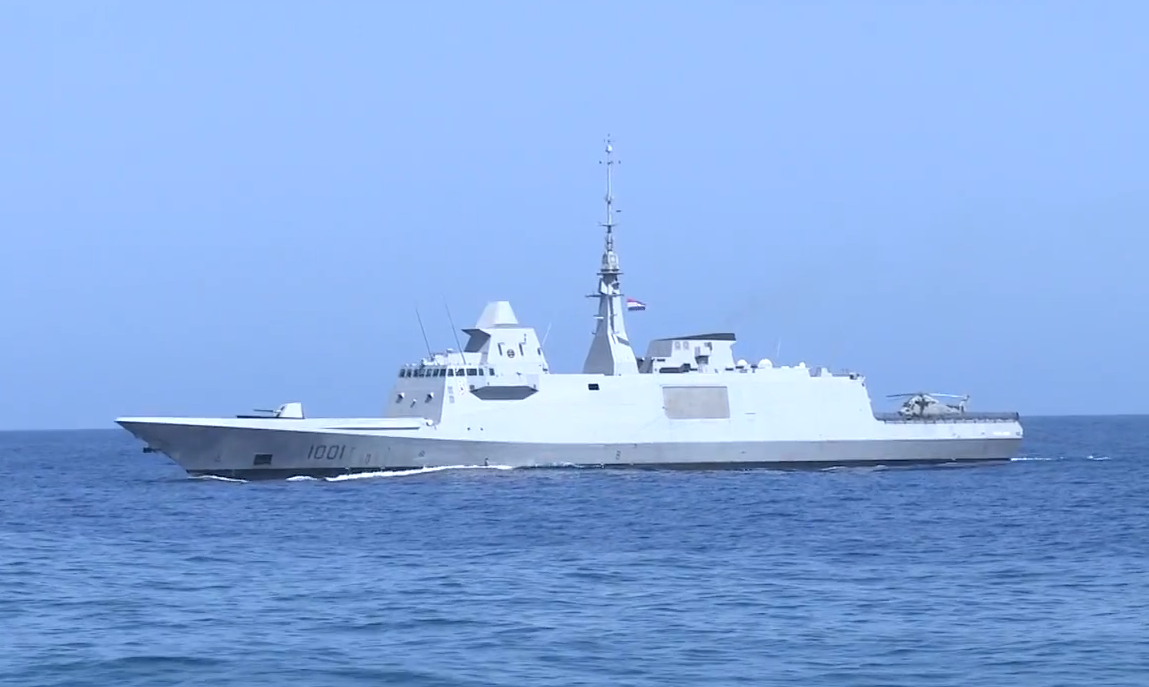
Tahya Misr

16 февраля 2015 года Египетский флот заказал постройку одного фрегата FREMM французской DCNS в рамках большого контракта на поставку вооружений на сумму 5,2 миллиарда евро, включавшего кроме прочего 24 истребителя «Рафаль». Из-за жестких сроков контракта было решено передать египетской стороне построенный для французского флота и проходящий испытания фрегат «Нормандия». По экспортным ограничениям с него демонтировали УВП Sylver A70 для ракет SCALP NAVAL, систему РЭБ NETTUNO-4100 и французскую антенну SATCOM системы спутниковой связи Syracuse. Вместо последней была установлена антенна египетской системы спутниковой связи, разработанной Airbus Defence and Space and Thales Alenia Space. Остальные системы остались идентичны французскому варианту, включая отсутствующие на марокканском фрегате дистанционно-управляемые 20-мм орудия. Фрегат получил название Tahya Misr и 23 июня 2015 года был передан на торжественной церемонии египетской стороне.
В январе 2019 во время своей поездки в Каире на встрече с президентом Египта Абдул Фаттахом Ас-Сиси французский президент Эммануэль Макрон раскритиковал состояние дел с правами человека в Египте. Результатом стало замораживание двухсторонних отношений. Контракт с DCNS на строительства 5 и 6-го корветов типа «Говинд» не был заключен. А в прессе появилась информация о том, что Египет ведет переговоры с Италией о закупке вооружений, в том числе фрегатов «Говинд» и патрульных кораблей. 8 июня 2020 премьер министр Италии Джузеппе Конти подтвердил циркулировавшие в итальянских СМИ слухи о продаже Египту девятого и десятого строящегося фрегатов типа FREMM «Spartaco Schergat» и «Emilio Bianchi» за сумму примерно 1,2 миллиарда €. Сделка должна быть одобрена парламентской комиссией, расследующей гибель в Каире итальянского студента Джулио Регени. 28 июля 2020 министр обороны Италии Лоренцо Герини на парламентских слушаниях перед комиссией заявил, что контракт заключен, но правительство ещё не выдало экспортную лицензию. Поставка ожидается до конца 2020 года и возможен заказ Египтом постройки ещё двух кораблей. Министр заверил, что «Финкантьери» готова заложить на замену для итальянского флота два фрегата до конца года 2020 и построить их к 2024 году. Для продажи «Финкантьери» придется провести работы по демонтажу запрещенных к экспорту систем НАТО и Италии и замену их на египетские аналоги.

### США
10 июля 2017 года стало известно, что Конгресс США допустил к тендеру по программе постройки фрегата нового поколения (программа FFG(X)) проект FREMM компании Fincantieri. Был положительно оценен опыт сотрудничества «Финкантьери» с «Локхид-Мартин» по строительству LCS Freedom.
Постройка должна вестись на верфи Marinette Marine в Висконсине, которая входит в группу «Финкантьери». 
16 февраля 2018 «Финкантьери» стала одной из пяти фирм, получившей контракт на 15 млн долларов США каждая на концептуальное проектирование фрегата. В течение 16 месяцев фирмы должны были представить свои предложения и контракт с победителем должен был быть заключен в 2020
Для ознакомления США с визитом посетил фрегат «Alpino» типа FREMM. С конца мая по начало июня 2018 года он прошел вдоль восточного побережья США, побывав в Норфолке, Балтиморе, Нью-Йорке и Бостоне. Во время этого визита Alpino посетили представители ВМС США.
30 апреля 2020 года ВМС США объявили, что «Финкантьери» выиграла тендер и получила контракт на сумму 795 миллионов долларов США на постройку головного корабля . Контракт включает опцион на дополнительные девять кораблей, при постройке которых общая сумма контракта составит 5,5 млрд долларов.
Условия к тендеру прописывали использование конкретных систем вооружений американского производства, поэтому проект FREMM был значительно переработан. Около 95 % комплектующих нового фрегата будут американского производства. 
По предварительным оценкам полное водоизмещение составит около 7500 т. 
В требованиях была прописана возможность дальнейшей модернизации с установкой рельсотрона или боевого лазера, поэтому мощность дизель-генераторов была повышена до 12 МВт. 
Фрегаты типа FFG(X) должны быть оснащены системой вооружения Иджис (AEGIS) в варианте Baseline Ten (BL10), с новой многофункциональной РЛС Raytheon AN/SPY-6(V)3 Enterprise Air Surveillance Radar (EASR) с тремя неподвижными антеннами с АФАР. 
В состав радиоэлектронного вооружения должны также войти навигационная РЛС AN/SPS-73(V)18 Next Generation Surface Search Radar, буксируемые ГАС AN/SLQ-61 и AN/SQS-62, противолодочная БИУС AN/SQQ-89F, комплексы РЭБ и самообороны.
Вооружение составят 32-зарядная универсальная вертикальная пусковая установка Mk 41 (с ЗУР типов Standard SM-2 Block IIIC, ESSM Block 2, возможно Standard SM-6 ERAM), восемь (с возможностью установки 16) пусковых установок противокорабельных ракет NSM, одна (возможно две) 21-зарядные пусковые установки Mk 49 ЗРК самообороны RAM Block 2, 57-мм универсальная артиллерийская установка Mk 110. В ангаре должно обеспечиваться постоянное базирование противолодочного вертолета Sikorsky MH-60R Seahawk и беспилотного вертолета Northrop Grumman MQ-8C Fire Scout.

## Переговоры о поставках

### Австралия
В апреле 2016 года премьер-министр Австралии Малкольм Тёрнбулл заявил что итальянский вариант FREMM был отобран в качестве одного из трех претендентов на конкурс по замене устаревших фрегатов типа «Анзак». Но в июне 2018 года была объявлено что конкурс выиграла фирма BAE Systems с проектом на базе британского фрегата типа 26. В декабре 2018 фирма заключила контракт на поставку флоту Австралии девяти фрегатов типа «Хантер».

### Канада
В 2011 году в рамках «Национальной стратегии закупок в кораблестроении» Канада приняла решение о замене эсминцев типа «Ирокез» и фрегатов типа «Галифакс» на 15 кораблей единого типа, программа по созданию которых получила название «Канадский надводный корабль». Был объявлен конкурс, условиями которого было детальное проектирование и производство верфью Irving Shipbuilding, что подразумевало передачу документации канадской компании. Опасаясь утечки интеллектуальной собственности своим конкурентам, в ноябре 2017 фирмы DCNS и Fincantieri, при поддержке правительств Франции и Италии, минуя процедуру конкурса, передали напрямую правительству Канады совместное предложение о постройке 15 фрегатов на базе проекта FREMM по контракту с фиксированной стоимостью $30 миллиардов, то есть примерно €1,34 миллиарда за один корабль. Контракт нарушал условия конкурса и не предусматривал постройку на канадской верфи. Несмотря на вдвое меньшую цену (в 2020 стоимость программы постройки 15 кораблей оценивается уже в $69,8 миллиарда), предложение не было принято. Победителем конкурса, как и в случае аналогичного австралийского, стал проект BAE Systems на базе британского проекта фрегата типа 26.

### Бразилия
В январе 2019 года стало известно о предложении итальянского правительства о продаже ВМС Бразилии до двух строящихся фрегатов типа «Бергамини» при цене €1,5 миллиарда за два корабля. На этот момент велась постройка фрегатов Spartaco Schergat и Emilio Bianchi. ВМС Бразилии хоть и были заинтересованы в обновлении флота, но у них не было такой суммы. Приобретение возможно было только в случае предоставления Италией кредита и одобрения такой схемы бразильским правительством. О дальнейшей судьбе предложения ничего не известно.

### Греция
22 января 2009 года было объявлено о заказе ВМС Греции шести фрегатов типа FREMM для замены шести
Фрегаты типа «Элли». Окончательная конфигурация кораблей не была согласована, однако по сообщению греческого министра обороны, корабли должны быть оснащены морской версией крылатой ракеты SCALP. После начала долгового кризиса в 2010 году планы были пересмотрены. Сообщалось о том что количество кораблей сокращалось до 2-4 единиц, при этом Франция предоставляла отсрочку на 5 лет. В октябре 2011 появилась информация о том, что Германия выступает против этой сделки и она не была подписана. По сообщениям прессы в феврале 2013 во время визита французского президента Франсуа Олланда в Афины было достигнуто соглашение о долгосрочной аренде двух фрегатов FREMM — «Нормандия» и «Прованс». Но официального подтверждения сделки не было. В феврале 2018 появилась информация о переговорах о возможной закупке у Франции двух фрегатов FREMM. В апреле 2018 заместитель министра национальной обороны Греции Фотис Кувелис заявил, что между Францией и Грецией было достигнуто соглашение о пятилетней аренде двух фрегатов FREMM, которые могли быть переданы греческому флоту в августе 2018 года. Но информация не была подтверждена, а в 2019 году появилась информация, что Греция отказалась от планов по закупке FREMM и планирует закупить новые многоцелевые фрегаты FDI Belharra (Frégates de taille intermédiaire), которые предложила грекам Naval Group.

### Алжир
Приобрести фрегаты типа FREMM планировало министерство обороны Алжира, однако в июне 2011 года отказалась в пользу более дешёвых российских корветов проекта 20382 «Тигр»

## Оценка
Основные кораблестроительные элементы
| Тип                             | Франция · «Аквитания»                   | Италия · «Бергамини»                      | США · FFG(X) (проект)       |
| ------------------------------- | --------------------------------------- | ----------------------------------------- | --------------------------- |
| Водоизмещение проектное, т      | 5200                                    | 5500                                      |                             |
| Полное, т                       | 6000                                    | 6700                                      | 7500                        |
| Длина, м                        | 142,2                                   | 144                                       | 151,2                       |
| Длина между перпендикулярами, м | 130,2                                   | 132,5                                     |                             |
| Ширина, м                       | 19,8                                    | 19,7                                      | 19,8                        |
| Осадка, м                       | 5,4                                     | 5,1                                       |                             |
| Макс. осадка, м                 | 7,3                                     | 8,4                                       |                             |
| Энергетическая установка        |                                         |                                           |                             |
| Тип                             | CODLOG, 2 вала                          | CODLAG, 2 вала                            | CODLAG, 2 вала              |
| ГТД                             | 1х32 МВт GE/Avio LM 2500+G4             | 1х32 МВт GE/Avio LM 2500+G4               | 1х32 МВт GE/Avio LM 2500+G4 |
| Дизель-генераторы               | 8,8 МВт (4х2,2 MВт MTU V16 4000)        | 8,4 МВт (4х2,1 МВт Isotta Fraschini)      | 12 МВт                      |
| Электродвигатели                | 2х2 МВт Jeumont                         | 2х2 МВт Jeumont                           |                             |
| Подруливающее устройство        | 1х0,88 Мвт                              | 1х1 МВт                                   |                             |
| Скорость, узлы                  |                                         |                                           |                             |
| Максимальная                    | 27                                      | >27                                       | 26                          |
| На электродвигателях            | 15                                      | 15                                        |                             |
| С подруливающим устройством     | 5                                       | 7                                         |                             |
| Дальность хода                  | 6500 миль на 15 узлах (электродвижение) | 6500 миль на 15 узлах (электродвижение)   | 6000 (16)                   |
| Автономность, суток             | 45                                      | 45                                        |                             |
| экипаж (из них офицеров)        | 108 (22) резерв места для 145           | 130 (20) каюты на 160 резерв места до 200 | 200                         |

Вооружение
| Страна                    | Италия                                               | Италия                                               | Франция                             | Франция                              | США                                                                    |
| Вариант                   | многоцелевой                                         | ПЛО                                                  | ПЛО                                 | ПВО                                  |                                                                        |
|                           | «Карло Бергамини»                                    | «Вирджинио Фазан»                                    | «Аквитания»                         | проект FREDA                         | проект FFG(X)                                                          |
| ------------------------- | ---------------------------------------------------- | ---------------------------------------------------- | ----------------------------------- | ------------------------------------ | ---------------------------------------------------------------------- |
| Артиллерийское вооружение | 1х127 мм/64 OTO Melara                               |                                                      |                                     |                                      |                                                                        |
|                           | 1×76-мм/62 OTO Melara Strales                        | 2×76-мм/62 OTO Melara Strales                        | 1×76-мм/62 OTO Melara Super Rapid   | 1×76-мм/62 OTO Melara Super Rapid    | 1×57-мм Mk 110                                                         |
| СУАО                      | 2×Selex NA-25                                        | 2×Selex NA-25                                        | 1×Sagem Vigy MM                     | 1×Sagem Vigy MM                      | 1×Mk 20                                                                |
| АУ самообороны            | 2×25 мм OTO Melara KBA                               | 2×25 мм OTO Melara KBA                               | 2×20 мм GIAT F2                     | 2×20 мм GIAT F2                      |                                                                        |
| пулеметы                  | есть                                                 | есть                                                 | есть                                | есть                                 | 8×12,7 мм                                                              |
| торпеды                   | 2×3 324 мм ТА B515 для торпед MU-90                  | 2×3 324 мм ТА B515 для торпед MU-90                  | 2×2 324 мм для торпед MU-90         | 2×2 324 мм для торпед MU-90          |                                                                        |
| Ракетное вооружение       |                                                      |                                                      |                                     |                                      |                                                                        |
| зенитное                  | 2×8 ВПУ Sylver A50 (ЗУР Астер-15/30)                 | 2×8 ВПУ Sylver A50 (ЗУР Астер-15/30)                 | 2×8 ВПУ Sylver A43 (ЗУР Астер-15)   | 4×8 ВПУ Sylver A50 (ЗУР Астер-15/30) | 1×32-зарядная УВП Mk 41 (ЗУР Standard SM-2, SM-6, ESSM) 1×21 Mk 49 RAM |
| ударное                   | резерв места под 2×8 ВПУ Sylver A70 (КР SCALP Naval) | резерв места под 2×8 ВПУ Sylver A70 (КР SCALP Naval) | 2×8 ВПУ Sylver A70 (КР SCALP Naval) | —                                    |                                                                        |
| ПКР                       | 4×2 ПУ ПКР Тезео Мк2                                 | 2×2 ПУ ПКР Тезео Мк2                                 | 2×4 ПУ ПКР Exocet MM40 Block 3      | 2×4 ПУ ПКР Exocet MM40 Block 3       | 4×4 ПУ ПКР NSM                                                         |
| ПЛУР                      |                                                      | 2×2 ПУ ПЛУР Milas                                    |                                     |                                      |                                                                        |
| вертолеты                 | 2×NH90 или 1×NH90 + 1×AW101                          | 2×NH90 или 1×NH90 + 1×AW101                          | 1×NH90                              | 1×NH90                               | вертолет MH-60R +БПЛА MQ-8C                                            |

Радиоэлектронное и гидроакустическое оборудование
| Страна                                        | Италия                                            | Италия                                            | Франция                           | Франция                                    | США                                        |
| Вариант                                       | многоцелевой                                      | ПЛО                                               | ПЛО                               | ПВО                                        |                                            |
|                                               | «Карло Бергамини»                                 | «Вирджинио Фазан»                                 | «Аквитания»                       | проект FREDA                               | проект FFG(X)                              |
| --------------------------------------------- | ------------------------------------------------- | ------------------------------------------------- | --------------------------------- | ------------------------------------------ | ------------------------------------------ |
| БИУС                                          | Selex Athena                                      | Selex Athena                                      | DCNS SETIS                        | DCNS SETIS c улучшенными возможностями ПВО | AEGIS Baseline Ten (BL10)                  |
| БИУС                                          | ЗРК SAAM-ED                                       | ЗРК SAAM-ED                                       |                                   |                                            | противолодочная AN/SQQ-89F                 |
| Радиолокационные и оптические сенсоры         |                                                   |                                                   |                                   |                                            |                                            |
| РЛС обнаружения воздушных целей               | EMPAR (MMI/SPY-790)                               | EMPAR (MMI/SPY-790)                               | Thales Herakles                   | модифицированная Thales Herakles           |                                            |
| Система опознавания «свой-чужой»              | Selex SIR-M5-PA                                   | Selex SIR-M5-PA                                   | встроенная в радар Herakles       | встроенная в радар Herakles                | AN/UPX-29                                  |
| РЛС обнаружения надводных целей               | Selex RAN-30X (MMI/SPS-791)                       | Selex RAN-30X (MMI/SPS-791)                       | носовая РЛС Terma SCANTER 2001    | носовая РЛС Terma SCANTER 2001             | 1?                                         |
| Посадочная РЛС                                | Selex SPN-720                                     | Selex SPN-720                                     | кормовая РЛС Terma SCANTER 2001   | кормовая РЛС Terma SCANTER 2001            | 1?                                         |
| Навигационный радар                           | Selex MM/SPN-730 (LPI)                            | Selex MM/SPN-730 (LPI)                            | 1                                 | 1                                          | 1?                                         |
| Станции оптико-электронного наблюдения (IRST) | Selex SASS                                        | Selex SASS                                        | Thales Artemis                    | Thales Artemis                             | I-SLREOSS                                  |
| Средства противодействия                      |                                                   |                                                   |                                   |                                            |                                            |
| Станция РТР (R-ESM/ELINT)                     | Sigen R-ESM (Thales Vigile R-ESM)                 | Sigen R-ESM (Thales Vigile R-ESM)                 | Sigen R-ESM (Thales Vigile R-ESM) | Sigen R-ESM (Thales Vigile R-ESM)          | ?                                          |
| Станция радиоразведки (C-ESM/COMINT)          | Sigen C-ESM (Thales ALTESSE-X)                    | Sigen C-ESM (Thales ALTESSE-X)                    | Sigen C-ESM (Thales ALTESSE-X)    | Sigen C-ESM (Thales ALTESSE-X)             | ?                                          |
| Станция РЭБ                                   | 2хNettuno 4100                                    | 2хNettuno 4100                                    | 2хNettuno 4100                    | 2хNettuno 4100                             | 2хAN/SLQ-32(V)6 SEWIP                      |
| ПУ постановки радиопомех                      | OTO Melara SCLAP-H                                | OTO Melara SCLAP-H                                | NGDS decoy launcher               | тоже                                       | 4хMk 53 Nulka                              |
| ПУ противоторпедной системы                   | резерв места под SLAT                             | SLAT / SLAT                                       | SLAT / SLAT                       | SLAT / SLAT                                |                                            |
| Гидроакустические средства                    |                                                   |                                                   |                                   |                                            |                                            |
| подкильные ГАС                                | Thales UMS 4110                                   | Thales UMS 4110                                   | Thales UMS 4110                   | Thales UMS 4110                            | -                                          |
| буксируемые ГАС                               | место под UMS 4249 CAPTAS-4                       | UMS 4249 CAPTAS-4                                 | UMS 4249 CAPTAS-4                 | UMS 4249 CAPTAS-4                          | AN/SQS-62 AN/TB-37 AN/SLQ-61 или AN/SLQ-25 |
| прочее                                        | противоминная ГАС WASS SNA 2000 (Leonardo Thesan) | противоминная ГАС WASS SNA 2000 (Leonardo Thesan) |                                   |                                            |                                            |
|                                               | панорамный эхолокатор L3 ELAC Seabeam 3050        |                                                   |                                   |                                            |                                            |